# Трегубов, Анатолий Иванович
Анатолий Иванович Трегубов (родился 9 сентября 1928 года в Куйбышевской области) — государственный и партийный деятель Эстонской ССР.

## Биография
Окончил Ленинградское высшее морское училище в 1950 году и Институт народного хозяйства в 1972 году .
С 1950 по 1954 год он был секретарем комсомольского комитета Ленинградского высшего морского училища, помощником капитана на иностранных судах и помощником начальника отдела Балтийского морского пароходства. С 1954 по 1961 год он был заместителем секретаря парткома Министерства морских дел СССР и заместителем начальника Балтийского морского пароходства. С 1961 по 1971 год он был инструктором и заведующим сектором отдела транспорта и связи ЦК КПСС.
С 1971 по 1976 год он был заместителем министра морского флота СССР, с 1976 по 1978 год — начальник Эстонского морского пароходства. С 1978 по 1985 год он был заместителем председателя Совета Министров Эстонской ССР, а с 1985 по 1989 год был постоянным представителем Совета Министров Эстонской ССР при Совете Министров СССР.
В 1989 году он вышел на пенсию.
Член КПСС с 1948 года, член ЦК КПЭ . Он был депутатом 9-го, 10-го и 11-го созывов Верховного Совета Эстонской ССР .

## Награды
- Орден «Знак Почёта» (3)
- Орден Трудового Красного Знамени (2)
- Орден Дружбы Народов